# 630호대 증기 기관차
630호대 증기 기관차는 대한민국에서 운행한 협궤 증기 기관차이다. 1930년 일본의 기샤가이샤(汽車會社)와 니혼샤료(日本車輛) 5량에서 제작했다.